# Lopidium trichocladon
Lopidium trichocladon là một loài Rêu trong họ Hookeriaceae. Loài này được (Bosch & Sande Lac.) M. Fleisch. mô tả khoa học đầu tiên năm 1908.